# William Frend De Morgan
Pour les articles homonymes, voir William Morgan et Morgan.
William Frend De Morgan, né le 16 novembre 1839 à Londres où il meurt le 15 janvier 1917, est un artiste britannique, créateur de verreries et de céramiques, connu pour ses créations d'inspiration orientale et ses émaux à lustre métallique.

## Biographie
William Frend De Morgan est le fils du mathématicien Augustus De Morgan et de Sophia Elizabeth De Morgan, spiritualiste, abolitionniste et qui participe à la fondation du Bedford College, université pour les femmes à Londres,.
Il se consacre à la céramique à partir de 1863, en collaboration avec William Morris, Simeon Solomon et Albert Moore, qu'il a connu à la Royal Academy of Arts.
Il lança sa production en 1873 à Cheyne Row, Chelsea, puis se déplaça avec Morris en 1882 à Merton Abbey.
Il travailla à la poterie Sands End de Fulham de 1888 à 1898 en partenariat avec l'architecte Halsey Ricardo.
Il poursuivit jusqu'en 1907 pour ensuite se consacrer à l'écriture de livres.
Ses partenaires Charles Passenger, Fred Passenger et Frank Iles maintinrent la production jusqu'en 1911.
Il épouse en 1887 Evelyn De Morgan, peintre préraphaélite renommée.

## Galerie

William Frend De Morgan
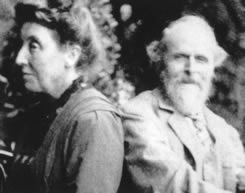
William et Evelyn De Morgan
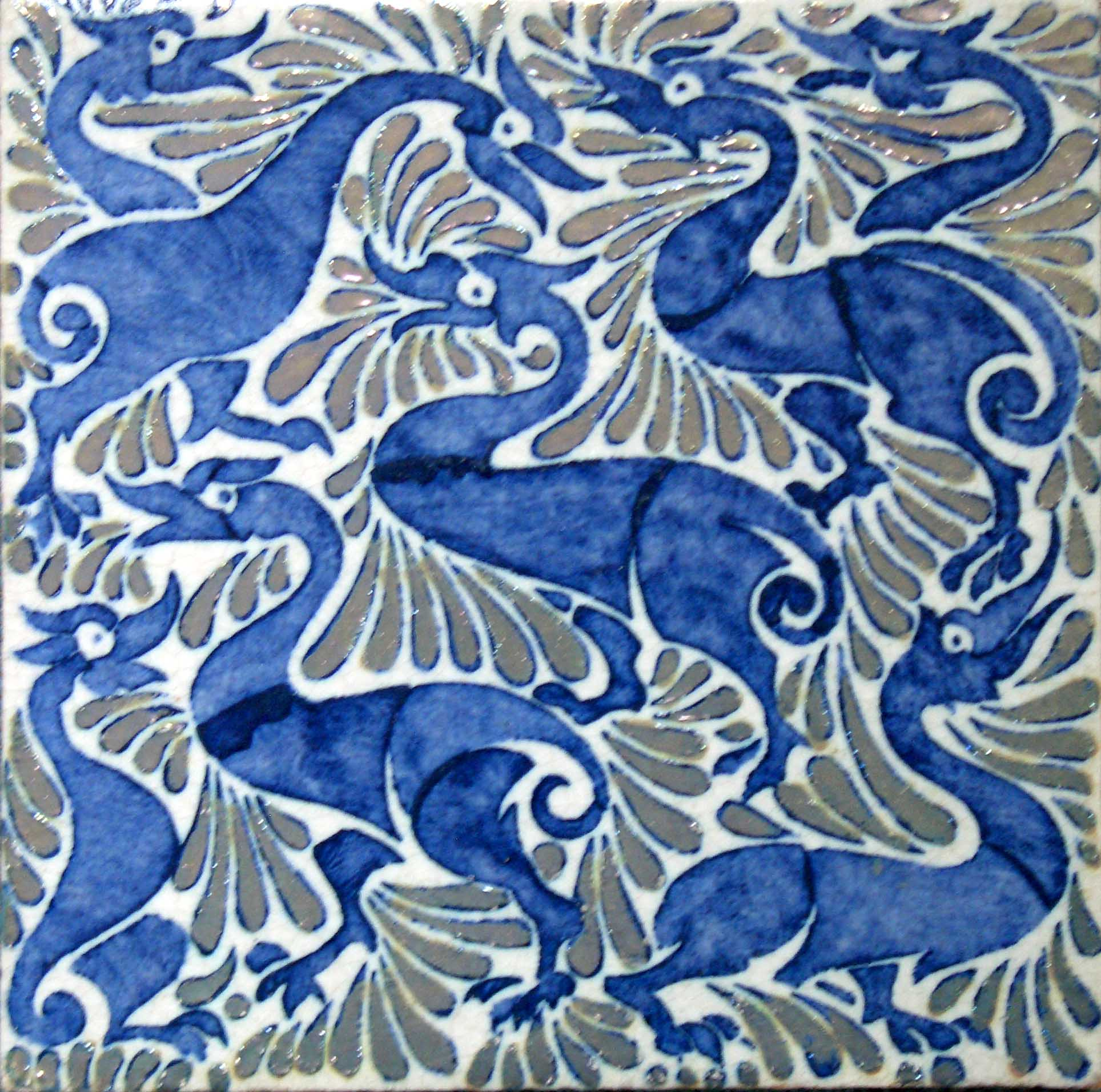
Oiseaux fantastiques
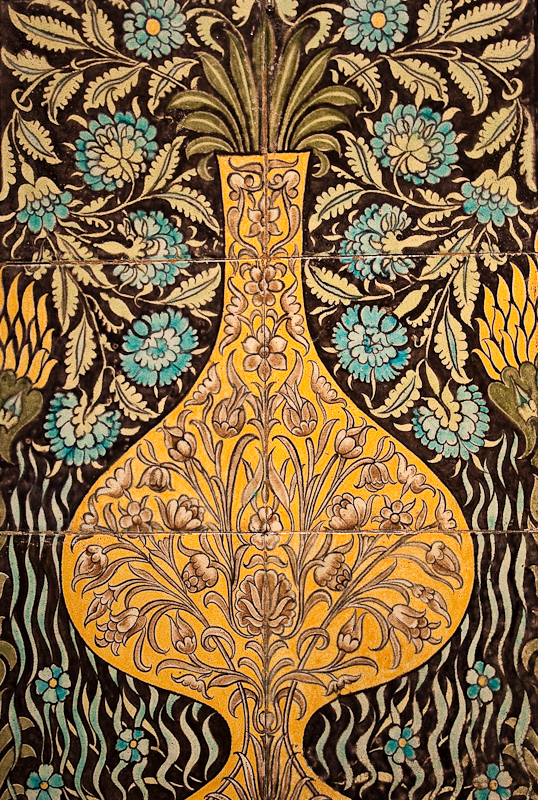
Vase, vers 1890
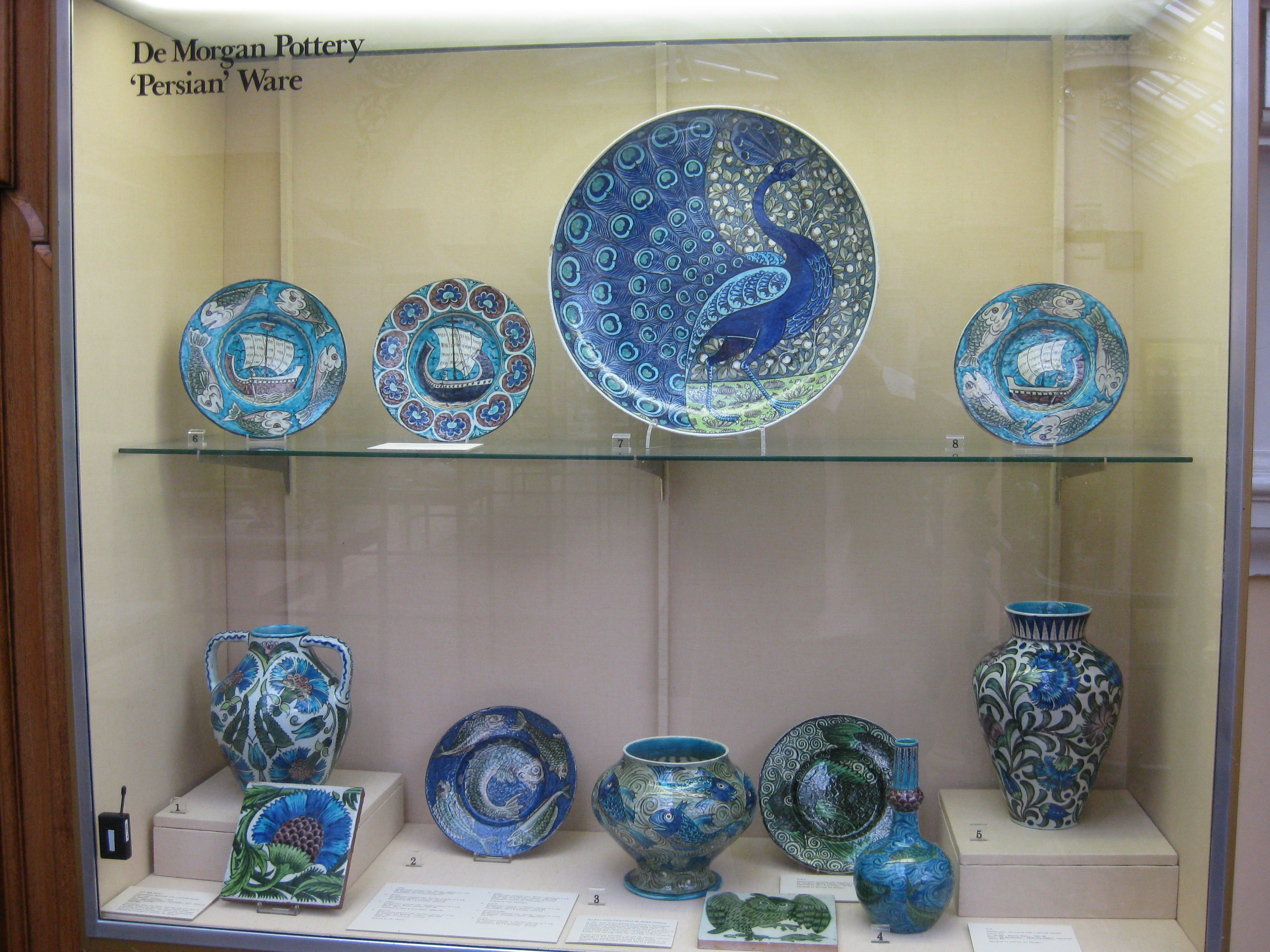
Œuvres exposées au musée de Birmingham
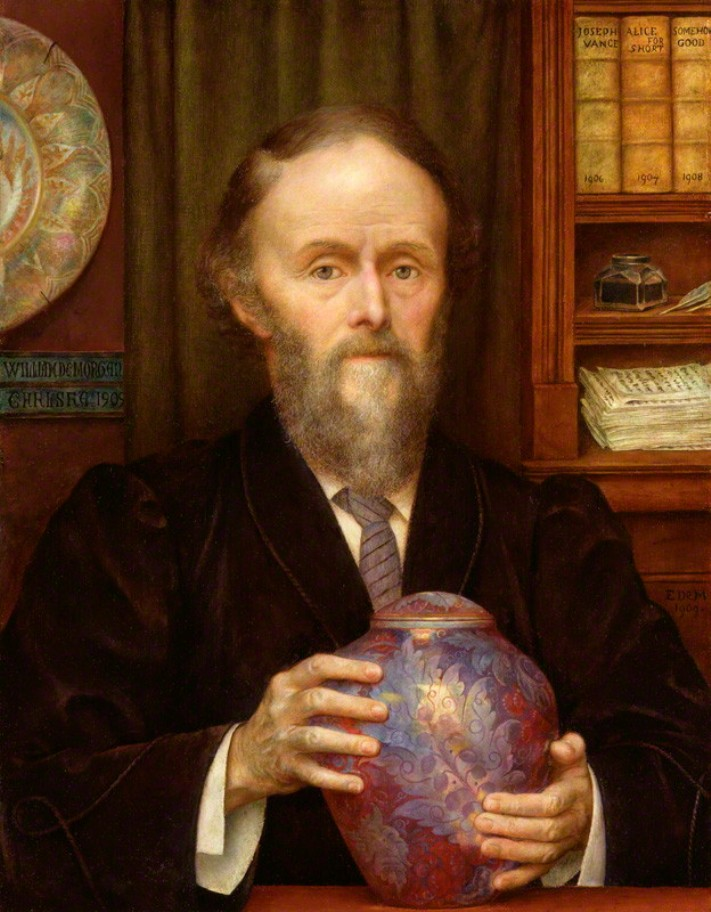
Portrait de William réalisé par Evelyn De Morgan